# قانون اساسی اسپانیا

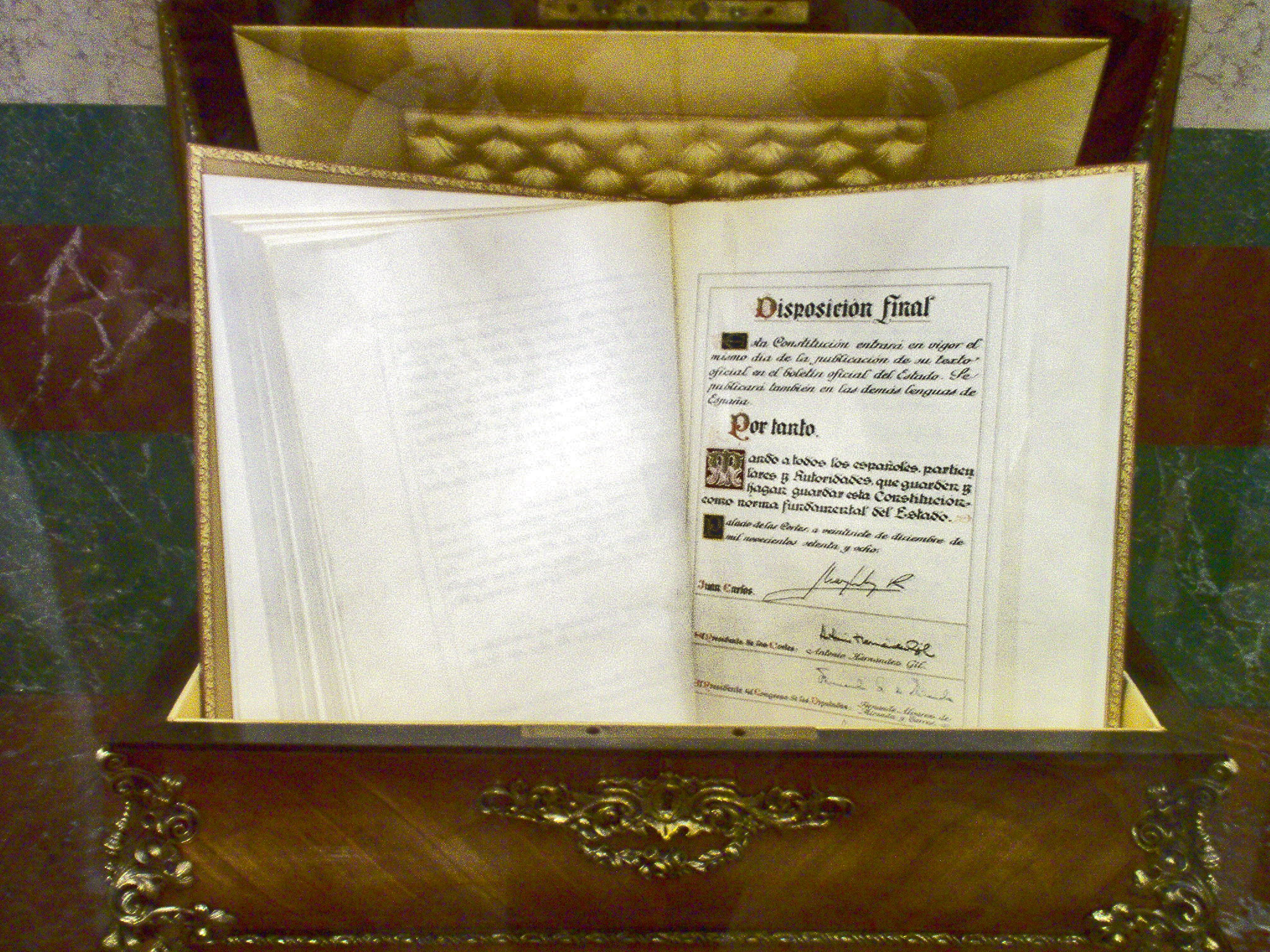
قانون اساسی اسپانیا تصویب شده در سال 1978

قانون اساسی ۱۹۷۸ اسپانیا قانون عالی در قلمرو پادشاهی اسپانیا است. این قانون در پی رفراندوم قانون اساسی ۱۹۷۸ و تغییرات دموکراتیک در اسپانیا تصویب شد. قانون اساسی ۱۹۷۸ آخرین قانون اساسی رسمی اسپانیا است که پیش از آن دارای تعداد دیگری قانون اساسی مصوب بود.
این قانون اساسی ابتدا در رفراندوم ۶ دسامبر ۱۹۷۸ تأیید شد و در ۲۷ دسامبر به امضای  خوآن کارلوس رسید. امضا قانون اساسی یه عنوان نقطه اوج تغییرات دموکراتیک اسپانیا پس از مرگ حاکم قبلی، فرانسیسکو فرانکو در سال ۱۹۷۵ می‌باشد. این پروسه موجب شروع تعدادی از تغییرات سیاسی و تاریخی شد و کشور از رژیم ژنرال فرانکو به دولتی دموکراتیک تبدیل شد. در قانون اساسی شاه اسپانیا به عنوان رئیس حکومت شناخته می‌شود. با این حال، عنوان پادشاهی سمبولیک است و او دارای هیچ قدرت اجرایی نیست.